# 고천문학

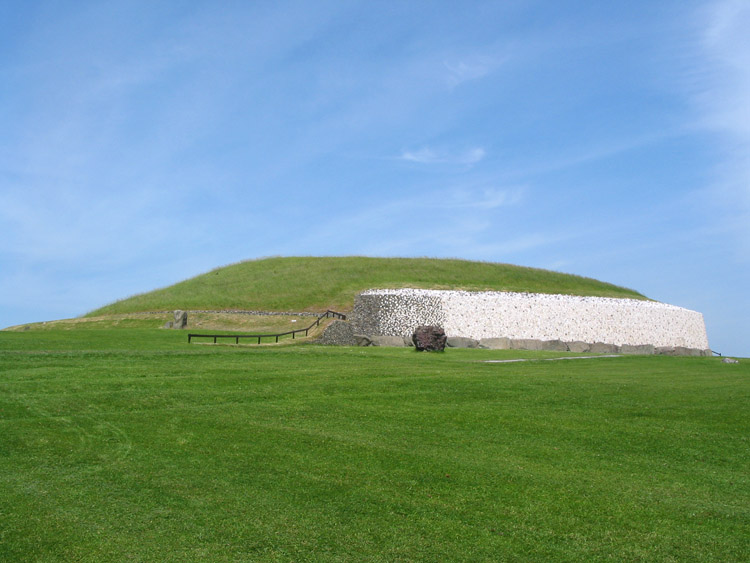
아일랜드의 뉴그레인지 내부 석실에는 정확히 동지날에만 햇빛이 들어온다.

고천문학(古天文學, archaeoastronomy)은 과거의 인간들이 천문 현상을 어떻게 이해했고, 그들의 문화에 그 이해가 어떤 영향을 미쳤는지 연구하는 학문이다. 다른 말로 인류천문학(ethnoastronomy)이라고도 하며, 이는 당대 사회의 천문관측을 인류학적으로 연구함을 의미한다. 고천문학은 사료에 남아 있는 천문현상을 바탕으로 천문학적 문제에 대답하려 하는 역사천문학 및 사료를 통해 과거의 천문학 전통을 평가하는 천문학사와 밀접한 관계가 있다.
고천문학은 고고학, 인류학, 천문학, 확률과 통계학, 역사학 등 다양한 도구를 동원해 필요한 증거를 발굴한다. 이 방법들이 다양하고 각 자료들이 서로 다른 출처에서 오는 것이니만큼 그것들을 하나로 규합해 하나의 논증으로 엮어내는 것은 고천문학자들의 오랜 과제다.
고천문학은 모든 문화와 모든 시대를 연구 대상으로 삼을 수 있다. 하늘이 의미하는 바는 문화마다 제각기 다르지만 거기에 과학적 방법론을 적용하여 고대의 신앙을 탐구할 수 있다. 고천문학에서는 사회적 측면과 과학적 측면의 균형을 맞추어야 할 필요가 있으며, 그래서 클라이브 러글스가 말한 것처럼 “한 쪽 끝에는 높은 수준의 학술적 성과가 나오지만 반대쪽 끝에는 광기에 가까운 통제불능의 추측이 난무하는 분야”가 고천문학이다.

## 같이 보기
- 치유의 바퀴
- 거석기념물